# Peristyl

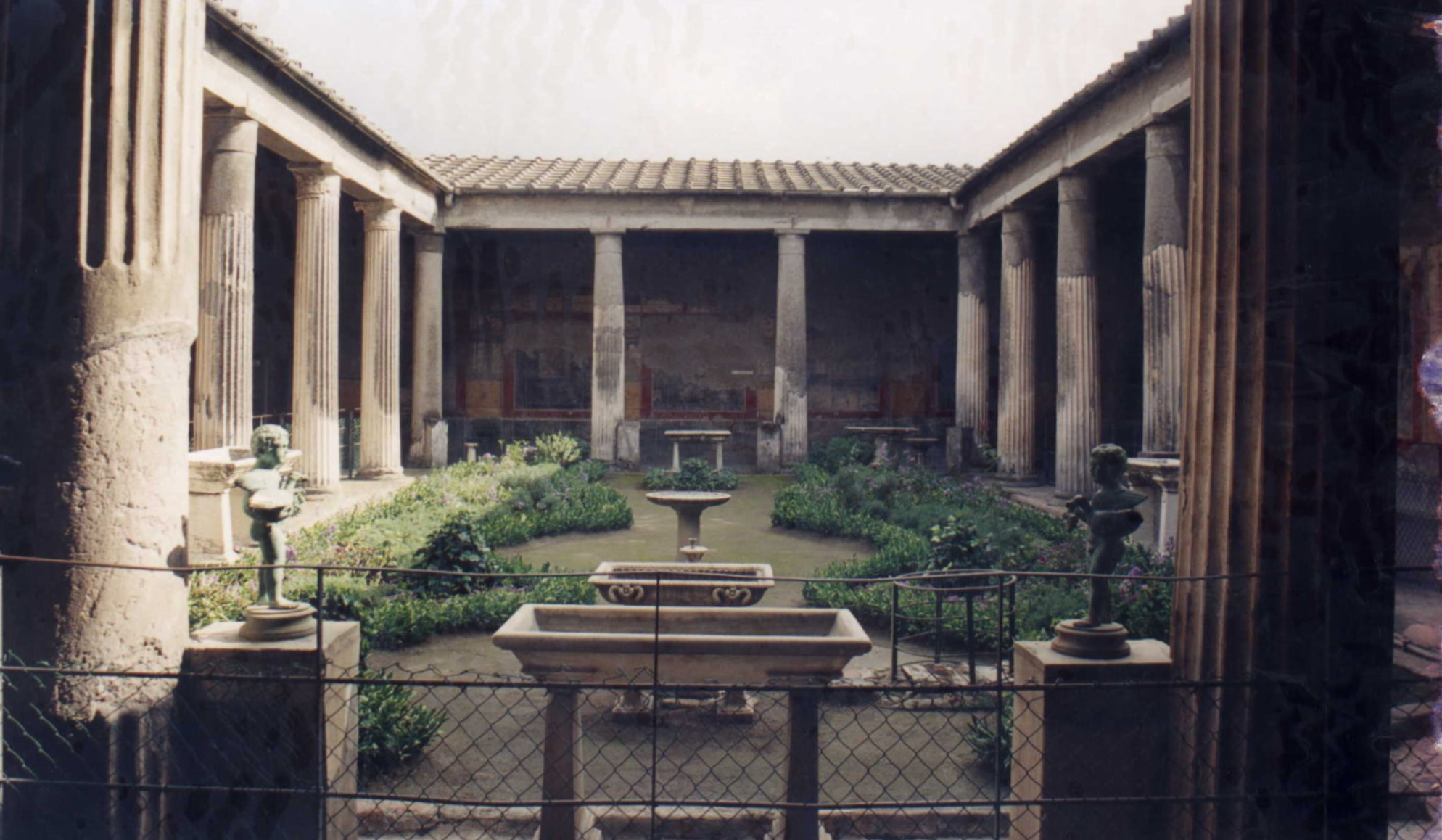
Exempel på peristyl från Pompeji, Italien

I antik grekisk  och romersk arkitektur, är en peristyl ( / ˈ p ɛr ɪ s t aɪ l / ; från grekiska περίστυλον) en kolonnad runt insidan av en innergård eller ett rum och även beteckning på den yta, som omges av en sådan kolonnad. Den brukar omge en gård med fontäner och nischer. Tetrastoön ( τετράστῳον eller τετράστοον, 'fyra arkader') är en sällan använd arkaisk term för denna funktion. Peristylen i ett grekiskt tempel är en peristas (περίστασις). I den kristna kyrkliga arkitekturen som utvecklades från den romerska basilikan, kom en innergårdsperistyl och dess trädgård att kallas en korsgång.

## Etymologi
Det grekiska ordet περίστυλον perístylon är sammansatt av περί peri , "runt" eller "omgiven", och στῦλος stylos, "kolonn" eller "pelare", som tillsammans betyder "omgiven av kolonner/pelare". Det latiniserades till synonymer peristylum och peristylium.

## I romersk arkitektur

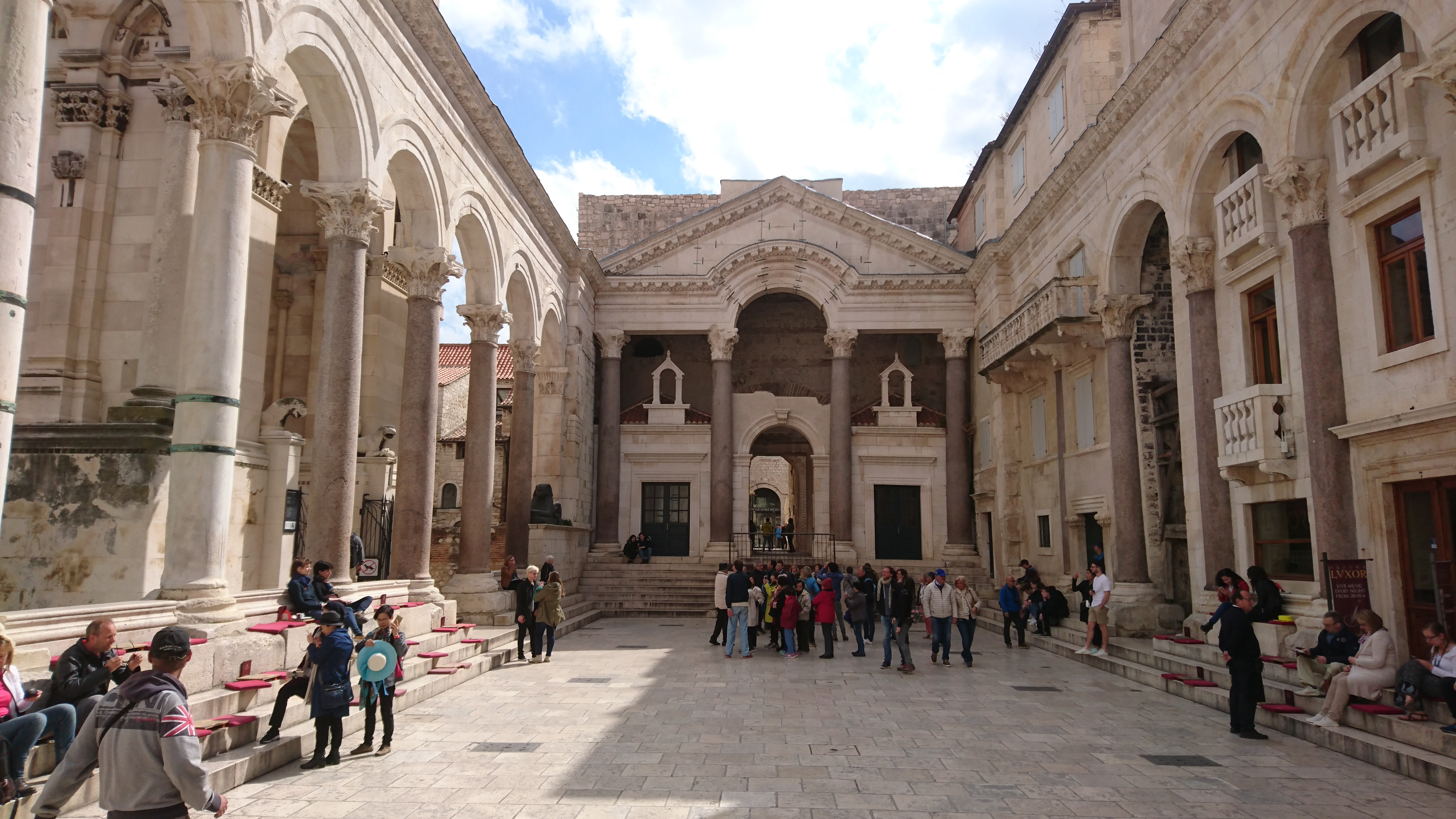
Splits centrum vid Peristyle inom Diocletianus palats.

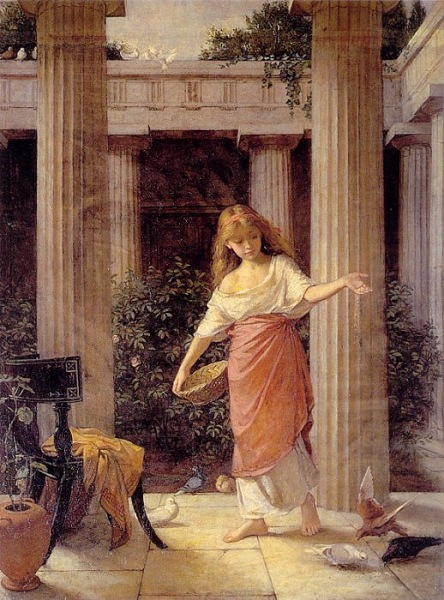
In the Peristyle, John William Waterhouse (1849–1917). Rochdale Art Gallery, Rochdale, England.

På landsbygden kunde en rik romare omge en villa med terrasserade trädgårdar och i staden skapade romarna sina trädgårdar inne i domus. Peristyliumet var en öppen innergård i huset. Kolonnerna eller de fyrkantiga pelarna som omger trädgården stödde en skuggig portik med tak vars innerväggar ofta var utsmyckade med utarbetade väggmålningar av landskap och Trompe-l'œi-arkitektur. Ibland låg lararium, en helig plats för Lares, hushållets gudar, i denna portik, eller så kan den finnas i atriumet.
Gården kan innehålla blommor och buskar, fontäner, bänkar, skulpturer och till och med fiskdammar. Romarna ägnade så stort utrymme åt peristylen som platsbegränsningar tillät. I den största utvecklingen av det urbana peristylhuset, som det utvecklades i det romerska Nordafrika, eliminerades ofta en del av portiken för ett större öppet utrymme.
Slutet på den romerska domus är ett tecken på avslutningen av senantiken (den senklassiska kulturen): "försvinnandet av det romerska peristylhuset markerar slutet på den antika världen och dess sätt att leva", anmärkte Simon P. Ellis. "Inga nya peristylhus byggdes efter år 550" Att notera att när hus och villor alltmer övergavs under 400-talet, utökades och berikades ett fåtal palatsliknande strukturer, allteftersom makten och den klassiska kulturen koncentrerades till en krympande klass, och det offentliga livet drog sig tillbaka till magnatens basilika, eller audiensrum.
I det östromerska riket dröjde senantiken längre. Ellis identifierade det senast kända peristylhuset byggt från grunden som Falconers villa i Argos, från stilen på dess golvmosaiker till cirka 530–550. Befintliga hus delades i många fall upp för att rymma en större och mindre elitbefolkning i ett gytter av mindre utrymmen och kolonerade portiker var inneslutna i små bås, som vid Hesychiuns hus i Cyrene.

## Andra tillämpningar
Även om forntida egyptisk arkitektur går före grekisk och romersk arkitektur, använder historiker ofta den grekiska termen peristyl för att beskriva liknande, tidigare strukturer i forntida egyptisk palatsarkitektur och i levantinska hus som kallas liwanhus.